# Walk (SOPHIAの曲)
『walk』（ウォーク）は、日本のバンドSOPHIAの13枚目のシングルである。2000年10月18日発売。発売元はトイズファクトリー。

## 概要
- 前作から8か月ぶりの発売となったシングル。
- CDケースにはジャケットが無く、代わりにケースが紙で巻かれており、それを広げるとポスター・ピンナップ風の歌詞カードになっている。。
- CD extraのエンハンスドCD仕様となっていて、特典映像をコンピューター上で観ることが可能。内容は「"walk" from SOPHIA TOUR 2000 大夜總會 2000.8.1 渋谷公会堂」。
- タイトルトラックのwalkはSOPHIAのシングル曲の中で、演奏時間が7分と最長である。
- walkの後のカッコ内の数字はその日付の時点でのアレンジ。（4曲目はおそらくデモバージョンであり、カラオケではない。また、所々音が飛ぶ編集がされていて、歌詞も「アーティストの意向により掲載されておりません」と注意書きがされている。）

## 収録曲
1. walk (00.08.17) (7:06)
作詞：松岡充、作曲：都啓一、編曲：SOPHIA
2. NO EXIT BLUES (4:32)
作詞・作曲：松岡充、編曲：SOPHIA
3. 瓶詰めの赤い空 (5:32)
作詞：松岡充、作曲：豊田和貴、編曲：SOPHIA
4. walk (00.02.21) (5:22)

## 楽曲の収録アルバム
- オリジナル『進化論』（2001年）
- ベスト『THE LONG HAND〜MEMBER'S SELECTION〜』（2001年）

## タイアップ
- walk：テレビ東京系『JAPAN COUNTDOWN』10月度エンディングテーマ
TVK『Muton＠Di;GA』10月度オープニング・エンディングテーマ
HIMARAYA『ウインターキャンペーンソング』中部・北陸地区限定